# Inverigo
Inverigo är en ort och kommun i provinsen Como i regionen Lombardiet i Italien. Kommunen hade 9 186 invånare (2018).